# Pastizzu
Il pastizzu è un dolce tipico della Corsica. È un dolce tipico domenicale, è considerato come un "piatto povero", perché a base di pane raffermo, ed è inoltre composto di latte, uova, zucchero a velo, zucchero vanigliato e burro.
È preparato soprattutto nella Corsica settentrionale.